# Beståndsform
Beståndsform avser trädens höjdfördelning i en skog, det vill säga höjdskiktningen.
Det finns ett oändligt antal teoretiskt möjliga höjdskiktningar, men i samband med skogsskötsel brukar man normalt urskilja tre huvudtyper och en samlingsform: 
- enskiktad skog – alla träd är ungefär lika höga och det finns ett tydligt krontak
- tvåskiktad skog – två från varandra tydligt avgränsade höjdskikt, ett överbestånd och ett underbestånd, med var sitt krontak (vanligen är dessa bestånd en övergångsfas i trakthyggesbruket)
- fullskiktad skog – träd av alla eller nästan alla höjder blandade med varandra överallt i skogen, ett tydligt krontak saknas, det finns fler små träd än stora
- flerskiktad skog – ett samlingsnamn för bestånd som varken är en-, två- eller fullskiktade.

I svenskt skogsbruk brukar det vara underförstått att skogen är enskiktad. Därför anges sällan beståndsformen.
Traditionellt har man bara använt beståndsformerna enskiktad, tvåskiktad och flerskiktad skog, men i samband med att blädningsbruk definierades på ett tydligare sätt under 1990-talet så blev det nödvändigt att definiera en beståndsform som tydligt särskilde den typ av skog som blädningsbruk förutsätter och vidmakthåller från övriga heterogena, flerskiktade skogar.
Begreppet skiktad skog används ibland som ett samlingsbegrepp för både fullskiktad och flerskiktad skog. 
Enskiktad skog kallas ibland likåldrig, det vill säga man förutsätter att eftersom träden är lika höga så är de också lika gamla. Motsatsen är olikåldrig skog, som ibland tolkas som all skog som inte är enskiktad, men ibland mer specifikt som synonymt med fullskiktad skog.

## Enskiktad skog
I en enskiktad skog är huvuddelen av träden ungefär lika höga, men trots att enskiktad skog under lång tid varit helt dominerande i svenskt skogsbruk så saknas ännu en allmänt accepterad kvantitativ definition för hur stor höjdspridning som är tillåten. I äldre läroböcker i skogsskötsel definieras enskiktad skog ibland som en skog där höjdspridningen är mindre än en femtedel av beståndets övre höjd.
Även om skogen är enskiktad så kan det förekomma träd som är tydligt lägre eller högre än huvuddelen av träden. Om de avvikande träden är lägre kallas de underväxt eller undertryckta, och om de är högre förväxande eller överståndare. Skogen kommer dock fortfarande betraktas som enskiktad. Huvuddelen av den svenska skogen betraktas därför som enskiktad 

## Tvåskiktad skog
I en tvåskiktad skog är huvuddelen av träden uppdelade i två tydliga skikt – ett överbestånd och ett underbestånd – och det finns normalt fler träd i underbeståndet än i överbeståndet.
Det finns ingen allmänt accepterad definition som anger hur stor höjdskillnad det måste vara mellan skikten eller hur stor höjdspridning som är tillåten inom skikten, utan bara en allmänt accepterad regel som säger att de två skikten måste vara tydligt, visuellt urskiljbara. Det här gör att det i praktiken krävs mindre höjdskillnad om det är olika trädslag i de två skikten.
Det finns inget skogsskötselsystem som kontinuerligt upprätthåller tvåskiktad skog. Inom trakthyggesbruket kan dock skogen vara tvåskiktad i föryngringsfasen, om man föryngrar under fröträdsställning eller skärmställning. Ett exempel på äkta tvåskiktad skog är när man planterar gran- och ekplantor samtidigt. Granarna växer så småningom förbi ekarna och gör att dessa blir raka och får klena kvistar. Granarna blir då överbestånd och ekarna underbestånd. När granarna så småningom avverkas har ekarna bara hunnit växa ungefär halva sin omloppstid och man kan då plantera nya granplantor mellan ekarna. När de nya granarna växer upp hjälper de till att kvistrensa ekarna och hindra uppkomst av vattskott. Ekarna är då överbestånd och granarna underbestånd. Mot slutet av ekarnas omloppstid har den nya generationen gran hunnit ikapp och skogen är återigen enskiktad. Ett ytterligare sätt att arbeta med tvåskiktade skogar är genom Kronobergsmetoden som kombinerar gran och björk. 

## Fullskiktad skog
Även om beståndsformen avser skogens höjdskiktning så definieras fullskiktad skog baserat på trädens diameterfördelning. Träden delas in i fyra diameterklasser, jämnt fördelade mellan minsta inmätta diameter och grövsta trädets diameter. Skogen är då fullskiktad om den stående volymen överstiger vad som krävs av Skogsvårdslagens 10§, om grövsta trädet är minst 25 cm i diameter i brösthöjd, om det finns flest träd i den klenaste diameterklassen, näst flest träd i den näst klenaste klassen, och det finns träd i båda de två grövsta diameterklasserna.
Beståndsformen fullskiktad är ett relativt nytt begrepp inom svenskt skogsbruk. Definitionen användes första gången i samband med SOU1992:76 Skogspolitiken inför 2000-talet. för att identifiera hur stor areal av den svenska skogen som hypotetiskt skulle kunna skötas med blädningsbruk. 